# Bondye
Bondye (o Bondyé, Bondyè) è la principale divinità vudù, creatore della materia e materia stessa. Di fatto si tratta dell'unico vero e proprio dio, in quanto tutti gli altri esseri soprannaturali sono spiriti. Il nome in creolo haitiano significa infatti "Dio" e deriverebbe dal francese Bon Dieu.
La figura di Bondye rappresenta il massimo vertice ed il creatore del mondo, ma viene considerato troppo al di sopra di esso per essere direttamente coinvolto nelle vicende terrene. Contrariamente ai Loa, che sono in costante rapporto con gli uomini, egli è lontano ed irraggiungibile e suppliche ed offerte dirette a lui non hanno alcuna possibilità di modificare la sua volontà.
Pertanto gli adepti non svolgono alcun rito o sacrificio diretto a Bondye, né risulta che egli abbia mai posseduto qualcuno. Nonostante questo, a Bondye vengono attribuiti influssi sul tempo meteorologico e sulle catastrofi naturali, ed anche le comuni malattie che affliggono gli esseri umani vengono spesso chiamate "malattie di Bondye". In definitiva la sua volontà viene vista in qualsiasi cosa che l'uomo non può controllare, modificare o addirittura capire, ma semplicemente accettare ed adattarvisi.
Bondye viene normalmente rappresentato come una figura maschile, ma permangono comunque dubbi sulla sua natura: infatti potrebbe essere il marito della dea madre Gran-Met o addirittura esserlo egli stesso.